# Hamurabi
Hamurabi (The Sumer Game) — текстова стратегічна відеогра, у якій гравець розпоряджається землею та зерном. Першу версію гри під назвою «King of Sumeria» створив 1968 року Дуг Даймент, тоді працівник Digital Equipment Corporation. Її було розроблено для демонстрації можливостей нової мови програмування FOCAL, яку створив колега Даймента Річард Меррілл.
Протягом десяти раундів гравець вирішує скільки зерна витратити на купівлю землі, посів та харчування. Врожайність та ціна землі змінюються випадковим чином, можуть спалахувати епідемії, а зерно нищити шкідники. 
«The Sumer Game» написана під впливом «The Sumerian Game», глибшої текстової економічної симуляції, розрахованої на школярів.
На FOCAL було написано багато версій відеогри, але приблизно 1971 року Девід Г. Ал переписав її на DEC BASIC і 1973 року опублікував у книжці «101 BASIC Games». 1978 року він опублікував у книжці «BASIC Computer Games» її версію для Microsoft BASIC. Алова версія відеогри, яку він назвав «Hamurabi», швидко стала відомішою за своїх попередниць завдяки популярності як книжки, так і мови програмування. «Hamurabi» вплинула на створення багатьох пізніших стратегій і симуляторів, а також стала попередницею жанру симуляторів містобудування.

## Ігровий процес
Hamurabi є текстовою стратегічною відеогрою, в основі якої лежить керування ресурсами. Гравець, позначений у тексті як вавилонський цар Хаммурапі, вводить числа у відповідь на запитання, які ставить гра. До ресурсів, якими керує гравець, належать люди, акри землі, й бушелі зерна. Гра триває десять раундів, кожен з яких відповідає одному календарному року. Кожна людина вирощує зерно на обмеженій ділянці землі. Цим зерном можна нагодувати людей, щоб вони не вмерли від голоду у наступному раунді, або ж засіяти землю заради врожаю наступного року. Гравець за зерно також може продати або купити землю в сусідніх держав. Кожен раунд починається словами радника «англ. Hamurabi: I beg to report to you» і описом поточного стану справ: врожай минулого року та зміна населення. Після цього йде серія запитань про те, скільки бушелів зерна треба витратити на купівлю землі, посів і харчування населення.
Варіативність у грі забезпечується генератором випадкових чисел: ціна землі, її врожайність, кількість бушелів, яку з'їдають щури, кількість іммігрантів — щороку випадкові. Кожного року також існує ймовірність появи чуми, що може вбити половину населення. Максимальна тривалість гри становить 10 раундів. Вона закінчується достроково, коли вимре все населення, або якщо за один раунд від голоду помре понад 45 % населення. Наприкінці гри гравцеві дається оцінка його діяльності (яка з'явилася у версії гри 1973 року). У ній гравця порівнюють з історичними особами, наприклад: «Ваше деспотичне правління нагадує Нерона та Івана Грозного» (англ. Your heavy-handed performance smacks of Nero and Ivan IV).

## Передісторія
Наприкінці 1950-х років у бізнес-школах почали застосовувати бізнес-ігри, що імітували керування підприємством. Прикладом такої гри є «The Management Game», яку застосовували, наприклад, в Університеті Карнегі-Меллон, принаймні з 1958 року. Станом на 1961 рік існувало понад 89 різних бізнес- та економічних ігор, із різними графічними можливостями.
1962 року округ Вестчестер штату Нью-Йорк та компанія «IBM» почали досліджувати застосування комп'ютерів в освіті. Вони використали грант міністерства освіти США, аби створити «економічні ігри» для шестикласників. Одну з них, The Sumerian Game (1964), спроєктували та написали викладачка початкової школи Мабель Аддіс та програміст IBM Вільям Маккей. Ця модель Шумерської цивілізації була однією з перших мейнфреймових ігор. Її дія відбувалася 3500 року до н. е., а гравці виступали в ролі правителів міста Лагаш. 1966 року Аддіс переробила гру й урізноманітнила її кат-сценами з аудіозаписами лекцій та слайдами для проєктора.

## Розробка

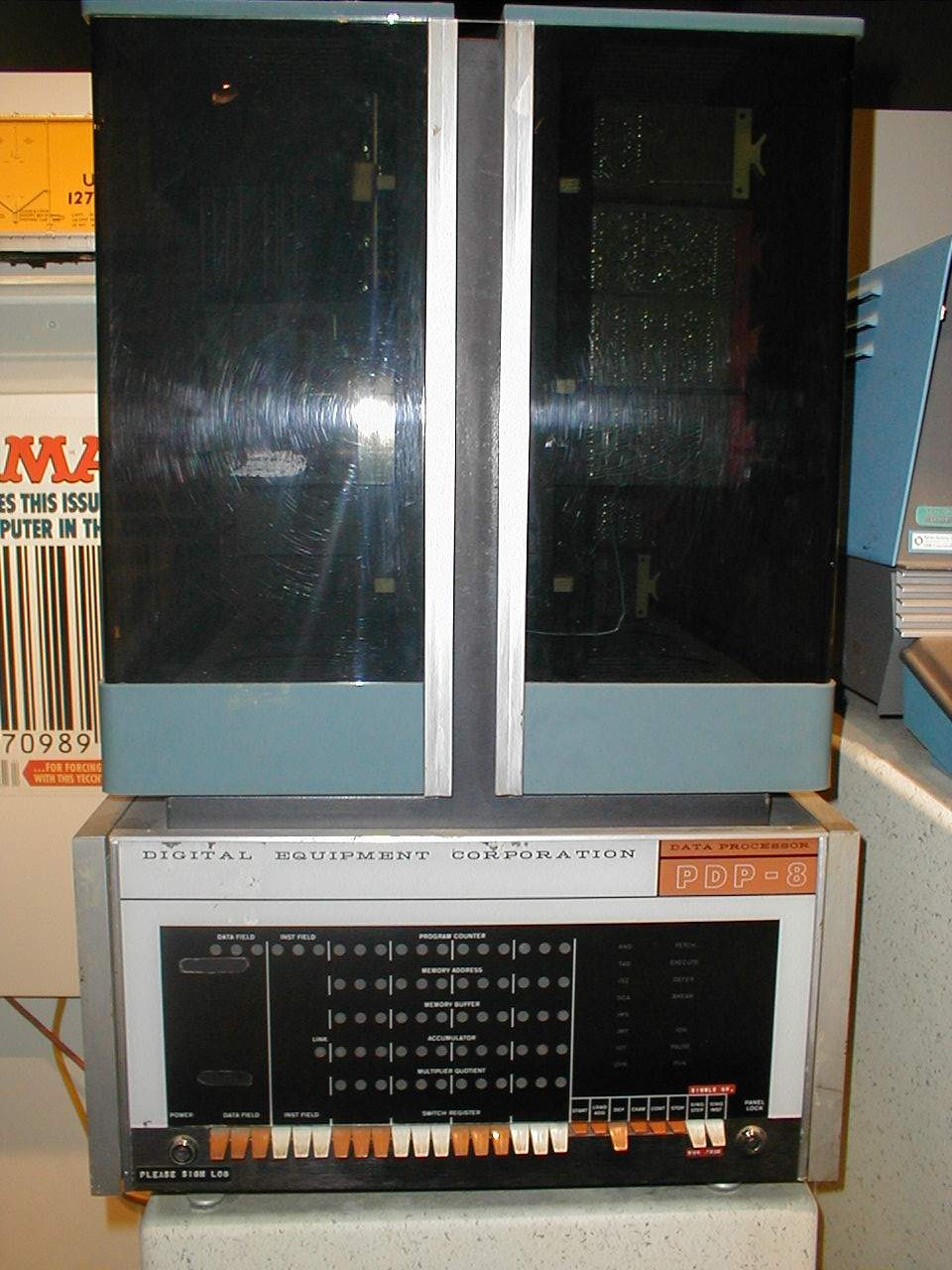
Мінікомп'ютер DEC PDP-8

1968 року працівник Digital Equipment Corporation Річард Меррілл винайшов мову програмування FOCAL. Його колега Дуг Даймент почув опис «The Sumerian Game» після виступу в Університеті Альберти, від тамтешнього студента. Як приклад програми мовою FOCAL він написав «King of Sumeria», запрограмувавши її для мінікомп'ютера DEC PDP-8. Іноді помилково вважали, що гру 1969 року написав Меррілл, але у каталозі програм Digital Equipment Computer Users Society (DECUS) як автор зазначений Даймент, хоча гра там має назву «The Sumer Game». Опис гри був таким: «Це програма-симуляція/гра, яку можна запускати на мінімальній системі PDP-8. Економіка Шумерського міста 3000 року до н. е. симулюється в стилі сучасних „бізнес-ігор“». 
За словами Даймента, фінальний варіант гри був «найбільшим шматком коду на FOCAL-8, який поміщався в машину з 4K пам'яті: буквально не було місця навіть для одного додаткового символу». Як наслідок, більшу частину тексту було записано в скороченій формі. Скороченим було й написання імені правителя «Хаммурапі» — «Hamurabi» з однією літерою «m».
Було створено багато різних версій «The Sumer Game». 1989 року Джеррі Пурнелл пригадував, що «в 1970 роках половина зі всіх, кого я знав, програмували собі Hammurabi. Для багатьох це була перша програма, яку вони написали в житті». У каталозі DECUS 1973 року додатково наведено франкомовний варіант гри для версії мови FOCAL-69. Французьку версію гри названо «Sumer (French)», але в її описі сказано, що це переклад «Hamurabi (The Sumer Game)», тобто, не оригінальної гри, а новішої її версії, яку на той час уже видали. Каталог за 1978 рік додає гру «Ruben» — «модифікацію гри „King of Sumeria“ з додатковими можливостями».
Приблизно 1971 року інший працівник DEC Девід Г. Ал переписав «The Sumer Game» мовою BASIC. На відміну від FOCAL, BASIC запускався не лише на мейнфреймах та мінікомп'ютерах, але й на персональних комп'ютерах, які в той час називали мікрокомп'ютерами, що робило його набагато популярнішою мовою. 1973 року Ал опублікував збірник ігор, написаних мовою BASIC, під назвою «BASIC Computer Games» і включив до нього свою версію «The Sumer Game».. У ній було додано оцінку дій гравця наприкінці гри, а всі текстові повідомлення переписано як повні речення, без скорочень. У книзі гру названо «HMRABI», зазначено, що це модифікація якоїсь версії «написаної мовою FOCAL у DEC», але автор записаний як «невідомий». 
Збірник Девіда Ала став бестселером. Завдяки популярності книги та самої мови програмування, Алова версія гри стала відомішою за оригінал, наприклад, французька версія 1973 року вважала «Hamurabi» поширенішою назвою.
У другому виданні книжки (1978 року), яке розійшлося мільйонним тиражем, зазначено, що назва гри мала бути «Hammurabi», проте друга буква «m» пропущена. Через це загальноприйнятою назвою гри стала саме Hamurabi.. У книзі відзначено, що на цій помилці виросло ціле покоління студентів, які бачили гру, і відтоді вважають помилкою подвоєння «м» в імені Хаммурапі.

## Вплив
Окрім різних версій «Hamurabi», було створено кілька симуляційних відеоігор, які розширювали основну гру. До них належить «Kingdom» (1974), створена Лі Шнайдером і Тоддом Воросом, яка еволюціювала у відеогру «Dukedom» (1976). Іншими похідними проєктами були «King» (1978) Джеймса А. Сторера, та «Santa Paravia en Fiumaccio» (1978) Джорджа Бланка; «Santa Paravia» додала до базової структури «Hamurabi» ідею керування розбудовою міста, що зробило її попередницею як жанру симуляторів містобудування, так і стратегічних відеоігор загалом. «Hamurabi» надихнула складніші економічні симуляції, наприклад, критики часто згадують, що відеоігри «M.U.L.E.» (1983) та Anacreon (1987) мають багато елементів, схожих на «Hamurabi».